# 미국 예금보험공사
미국 예금보험공사(영어: Federal Deposit Insurance Corporation, FDIC)는 미국 예금기관의 예금자들에게 예금보험을 제공하는 기관이다. 미국 예금보험공사는 미국 정부 기업으로 미국 내 상업은행과 저축은행의 예금 고객들에게 예금 보험을 제공한다.

## 역사
미국 예금보험공사는 1933년 대통령 프랭클린 D. 루스벨트(Franklin D. Roosevelt)가 금융 시스템의 안정성을 증진하기 위해 금융위기 이후 은행의 신뢰도 회복과 경제적 안정성 확보를 목표로 하는 금융회사법을 통해 설립했다. 초기에는 보험 금액의 한도가 낮았으나, 시간이 자나면서 점자 높아지게 되었다.